# Протесты в Иране (2009)

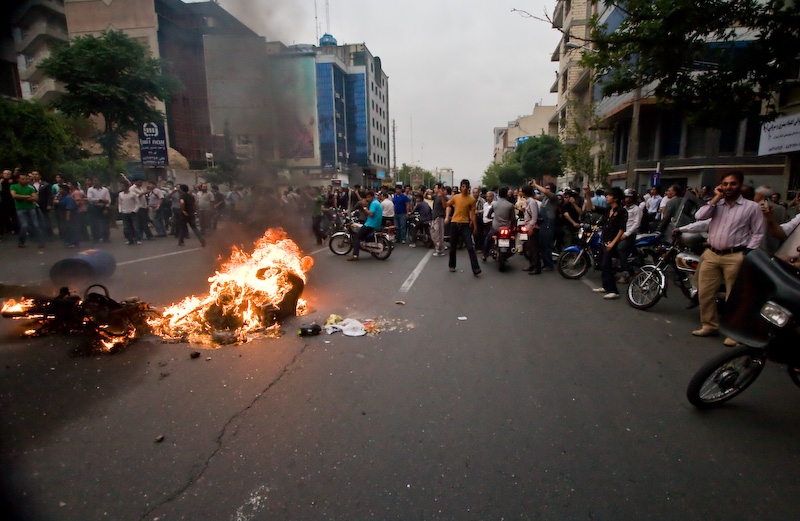
Беспорядки в Тегеране, 13 июня 2009 года

Акции протеста в Иране (Зелёная революция) в 2009 году начались после официального объявления итогов президентских выборов.
После официального объявления ЦИК победы Ахмадинежада в Иране начались массовые выступления сторонников Мир-Хосейна Мусави. В Тегеране несколько тысяч человек вышли на демонстрации под лозунгами «Долой диктатора!» и «Смерть диктатору!». Мусави объявил, что «не поддастся этой манипуляции» и предупредил, что поведение некоторых политиков во время выборов «сотрясает политические устои страны». Он также заявил, что будет добиваться перевыборов. Полиция жёстко, в том числе с применением дубинок и слезоточивого газа, разгоняла стихийные демонстрации, вскоре переросшие в беспорядки. Сам Мусави при этом призвал своих сторонников не прибегать к насилию. 
Вечером того же дня в Тегеране была отключена сотовая связь; вновь был закрыт доступ к сайтам Facebook и YouTube..
Аль-Джазира назвала беспорядки 13 июня крупнейшими со времен Революции 1979 года.
Протесты на улицах иранских городов продолжились 14 июня. 
Мир-Хосейн Мусави подал заявку на разрешение провести 15 июня общенациональный митинг протеста, в чём ему было отказано. Несмотря на это, на следующий день тысячи человек вышли под зелёными знамёнами на улицы Тегерана и некоторых других крупных городов. Имели место столкновения со сторонниками Ахмадинежада. На главной акции протеста в Тегеране присутствовал и сам Мусави. Он призвал к повторному проведению президентских выборов. К вечеру число участников выступлений в Тегеране достигло 100 тысяч человек. В ходе их разгона было применено огнестрельное оружие, один человек погиб. 15 июня демонстрации протеста прошли и за пределами Ирана: у посольств в Париже, Берлине, Лондоне, Риме, Амстердаме и в других городах.
В ночь на 16 июня в Тегеране были застрелены ещё 7 участников протестов после того, как они попытались напасть на военный пост рядом с площадью Азади, где проходил митинг оппозиции.
Также как минимум 3 человека, арестованных за участие в акциях протеста, были забиты до смерти в тюрьмах. Причём изначально их смерть связали с менингитом, но затем были доказаны факты насильственной смерти.
27 декабря 2009 года, по сообщениям оппозиции, во время очередной антиправительственной манифестации полиция открыла по демонстрантам огонь, убив четырёх человек, среди которых племянник Мир-Хосейна Мусави, являющегося одним из противников Ахмадинежада. Однако официальные власти опровергли эти заявления.

## Сообщение об аресте Мусави
Ночью 14 июня, по сообщению израильской газеты «Гаарец», Мир-Хосейн Мусави был арестован по пути на встречу с духовным лидером Ирана аятоллой Али Хаменеи. Также были взяты под стражу некоторые (по меньшей мере 10 человек) члены партий (Фронт участия исламского Ирана, Исламская революционная организация моджахедов), поддержавших кандидатуру Мусави. Утром появились сообщения, что арестованных — более сотни, в их числе — брат экс-президента Мохаммада Хатами.
Днём супруга Мусави, Захра Рахнавард опровергла информацию о том, что её муж был задержан.

## Пересчёт голосов
Практически сразу после объявления официальных результатов голосования Мир-Хосейн Мусави заявил, что будет требовать пересчёта голосов. Кроме Мусави жалобу в Совет стражей конституции подал Мохсен Резайи. Высший руководитель Ирана, Али Хаменеи, изначально призывавший поддерживать переизбранного президента, приказал провести расследование нарушений на выборах. 16 июня Совет стражей вынес решение провести пересчёт голосов, при этом будут пересчитаны не все голоса, а лишь результаты голосования на тех избирательных участках, где кандидаты заметили нарушения. 
В ответ Мусави неожиданно заявил, что такое решение совета его не устраивает и потребовал проведения повторного голосования.

## Реакция

### Реакция в Иране
Великий аятолла Али Хаменеи, Высший руководитель Ирана призвал проигравших на президентских выборах кандидатов воздержаться от провокаций и поддержать действующего президента Махмуда Ахмадинежада, одержавшего уверенную победу. «Избранный и почитаемый президент является президентом всей иранской нации и каждого, включая вчерашних соперников, которые должны единодушно поддержать (его) и помогать ему», — говорится в заявлении Аятоллы.
Президент Ирана Ахмадинежад заявил, что президентские выборы, прошедшие в стране, были абсолютно свободными.
Министр иностранных дел Ирана Манучехр Моттаки назвал выборы «самыми громкими и честными в мире». По словам министра, «весь иранский народ является победителем на этих выборах».
В знак протеста против итогов выборов влиятельный государственный деятель, бывший президент Ирана Акбар Хашеми Рафсанджани ушёл в отставку со всех постов (до 13 июня он, в частности, возглавлял Совет целесообразности).
Исламская Ассоциация Воинов-Проповедников, поддерживающая бывшего президента Мохаммада Хатами, опубликовала заявление, призывающее отменить «мошеннические выборы» и провести новые в «более спокойной, законной и справедливой атмосфере».

### Международная реакция
- Венесуэла: Президент Венесуэлы Уго Чавес поздравил по телефону Ахмадинежада с повторным избранием на должность президента Ирана.[40] Он также обвинил в беспорядках и акциях протеста ЦРУ, а также европейских и американских империалистов.[41]
- Евросоюз: «Совет Европейского союза обеспокоен предполагаемыми нарушениями в ходе выборов и насилием, которое возникло сразу после объявления официальных результатов выборов 13 июня 2009 года», — говорится в заявлении Совета ЕС.[42]
- Израиль: «Международное сообщество должно продолжать бескомпромиссную борьбу против наращивания Ираном своего ядерного потенциала, а также добиваться прекращения этой страной поддержки террористических организаций в мире», — глава МИД Израиля Авигдор Либерман.[43]
- Сирия: Президент Сирии Асад поздравил Ахмадинеджада и высказал уверенность в дальнейшем развитии отношений между двумя странами.[44]
- США: «США не изменят политику в отношении Ирана из-за результатов иранских президентских выборов» — постоянный представитель США при ООН.[45]
- Россия: Глава российского МИДа Сергей Лавров призывает решать все вопросы по итогам выборов в Иране на основе законов этой страны. Одновременно министр иностранных дел проявил озабоченность «вспышками насилия в Тегеране и других городах» и призвал всех проявлять выдержку и не преступать грань существующего закона. Министр отверг обвинения в том, что на президентских выборах в Иране Россия якобы демонстративно поддерживала Махмуда Ахмадинежада.[46]